# The Firstborn Is Dead
Andra studioalbumet från Nick Cave & The Bad Seeds, utgivet 1985. "Firstborn" avstavas ibland: "First-Born".

## Låtlista
1. Tupelo
2. Say Goodbye to the Little Girl Tree
3. Train Long-Suffering
4. Black Crow King
5. Knockin' On Joe
6. Wanted Man
7. Blind Lemon Jefferson
8. The Six Strings That Drew Blood (På CD:n, ej på LP:n)
9. Tupelo (singelversionen; på CD:n, ej på LP:n)

## Medverkande artister
Nick Cave (sång, munspel, låtskrivande; även gitarr på turnén)
The Bad Seeds:
Mick Harvey (gitarr, basgitarr, orgel, piano, bakgrundssång, trummor, låtskrivande)

Blixa Bargeld (gitarr, bakgrundssång, låtskrivande)

Barry Adamson (trummor, gitarr, orgel, bakgrundssång, basgitarr, låtskrivande)

## B-sidor & covers
Tupelo gavs ut som singel, med The Six Strings That Drew Blood som b-sida. Videon gjordes av Cristoph Dreher. 

Johnny Cash har gjort en cover av Nicks version av Wanted Man. 

Knockin' On Joe har också blivit föremål för coverversioner. 

Blind Lemon Jefferson spelar i filmen Jonas In The Desert.

## Kuriosa
Tupelo är inspirerad av en låt med samma namn av John Lee Hooker.
The Six Strings That Drew Blood gavs tidigare ut av The Birthday Party, men låtarna skiljer sig åt väsentligt.
Många element i albumet (titeln, bland annat) och dess låtar, framförallt Tupelo, är referenser till Nick Caves bok And The Ass Saw The Angel.
Albumet skulle givits ut tidigare, men först krävdes att Bob Dylan godkände ändringarna Nick gjort i dennes låt, Wanted Man.